# Слепышовые (подсемейство)
Слепышовые (лат. Spalacinae) — подсемейство грызунов одноимённого семейства. Ранее не выделялось, поскольку остальные подсемейства (rhizomyinae и myospalacinae) выделялись в отдельные семейства бамбуковых крыс (rhizomyidae) и подсемейство цокоровые семейства хомяковые (cricetidae). Иногда два рода этого подсемейства объединяют в единый род spalax.

## Описание
Подсемейство объединяет некрупных роющих грызунов, приспособленных к подземному образу жизни. Длина тела до 23 (у обыкновенного слепыша) или даже до 26 (у гигантского). Хвост короткий, до 4 см. Телосложение тяжёлое. Шейный перехват снаружи незаметен. Зубов 16, коронки коренных средней высоты, со слабо развитыми корнями, жевательная поверхность складчатая; резцы, особенно нижние, очень мощные и используются для копания грунта. Волосяной покров низкий, но очень мягкий и густой, окраска его серовато — коричневая, серовато — песочная, песочная, тёмно — серая, охристо — коричневая или желтовато — серая.
Обитают слепыши в восточной части Средиземноморья, в Австрии, Венгрии, Румынии, Греции, Турции, а также в и на юг; встречаются в передней, Южной и Восточной Азии, а также север Африки. В фауне бывшего СССР 3 вида: обыкновенный, гигантский и подольский слепыши. Обитают в степях, полях, лесах и гористых местах.

### Размножение
В течение года один помёт, в котором 2 — 5 детёнышей длиной около 5 см, весом около 5 — 6 граммов; они безволосые и слепые. Беременность около 1 месяца. Детёныши покидают гнездо в возрасте 6 недель.
Питаются различными растениями, вытаскивая их за корешок с поверхности земли. На зиму делают запасы, и поэтому, как правило, в спячку не впадают.
Могут наносить некоторый вред посадкам и посевам, в лесных питомниках иногда уничтожают прорастающие жёлуди и корни дубовых сеянцев.
Некоторые виды используются из-за мяса и шкурки, и некоторые, например, гигантский слепыш (spalax giganteus) внесены в Красную книгу.

## Классификация
- Spalacinae
  - Слепыши (Spalax)
    - Spalax antiquus
    - Песчаный слепыш (Spalax arenarius)
    - Гигантский слепыш (Spalax giganteus)
    - Буковинский слепыш (Spalax graecus)
    - Spalax istricus
    - Обыкновенный слепыш (Spalax microphthalmus)
    - Spalax uralensis
    - Подольский слепыш (Spalax zemni)

  - Малые слепыши (Nannospalax)
    - Малый слепыш (Nannospalax leucodon)
    - Слепыш Неринга (Nannospalax nehringi)
    - Палестинский слепыш (Nannospalax ehrenbergi)